# Christian Kouamé
Christian Michael Kouamé Kouakou (Abidjan, 6 december 1997) is een Ivoriaans-Italiaans voetballer die doorgaans speelt als spits. In september 2020 verruilde hij Genoa voor Fiorentina. Kouamé maakte in 2019 zijn debuut in het Ivoriaans voetbalelftal.

## Clubcarrière
Kouamé speelde in de jeugd van Prato en maakte voor die club ook zijn debuut. Na dertien wedstrijden in de Serie C werd de aanvaller medio 2016 op huurbasis overgenomen door Cittadella. In een jaar kwam Kouamé tot twee doelpunten in zestien duels, waarna de club hem definitief overnam. Zijn tweede seizoen in de Serie B leverde twaalf competitiedoelpunten op.
Hierop trok Genoa de Ivoriaan aan voor circa vijf miljoen euro. Bij zijn nieuwe club zette hij zijn handtekening onder een verbintenis voor de duur van vijf seizoenen. Zijn debuut in de Serie A maakte de aanvaller op 26 augustus 2018, toen in eigen huis met 2–1 gewonnen werd van Empoli. Na een doelpunt van Krzysztof Piątek verdubbelde Kouamé, die van coach Davide Ballardini in de basis mocht beginnen, de voorsprong op aangeven van Domenico Criscito. In de blessuretijd van de tweede helft tekende Samuel Mráz voor het laatste doelpunt van de wedstrijd: 2–1.
In januari 2020 werd Kouamé verhuurd aan Fiorentina, waarbij de club uit Florence de verplichting had hem in juli 2020, aan het eind van de verhuurperiode, definitief over te nemen voor circa elf miljoen euro. Op 21 augustus werd Kouamé voor één seizoen verhuurd aan Anderlecht. Hier speelde hij zesendertig wedstrijden met daarin dertien doelpunten. Na zijn terugkeer bij Fiorentina kwam Kouamé vaker aan spelen toe. In oktober 2024 werd zijn verbintenis opengebroken en met twee seizoenen verlengd tot medio 2027. Tijdens de eerste helft van de jaargang 2024/25 speelde hij voornamelijk als invaller, waarna Empoli hem in februari 2025 tot het einde van het seizoen huurde.

## Clubstatistieken
| Seizoen | Club         | Competitie      | Competitie | Competitie | Beker | Beker | Internationaal | Internationaal | Totaal | Totaal |
| Seizoen | Club         | Competitie      | Wed.       | Dlp.       | Wed.  | Dlp.  | Wed.           | Dlp.           | Wed.   | Dlp.   |
| ------- | ------------ | --------------- | ---------- | ---------- | ----- | ----- | -------------- | -------------- | ------ | ------ |
| 2015/16 | Prato        | Serie C         | 13         | 0          | 0     | 0     | —              | —              | 13     | 0      |
| 2016/17 | → Cittadella | Serie B         | 16         | 2          | 0     | 0     | —              | —              | 16     | 2      |
| 2017/18 | Cittadella   | Serie B         | 43         | 12         | 4     | 1     | —              | —              | 47     | 13     |
| 2018/19 | Genoa        | Serie A         | 38         | 4          | 1     | 0     | —              | —              | 39     | 4      |
| 2019/20 | Genoa        | Serie A         | 11         | 5          | 1     | 0     | —              | —              | 12     | 5      |
| 2019/20 | → Fiorentina | Serie A         | 7          | 1          | 0     | 0     | —              | —              | 7      | 1      |
| 2020/21 | Fiorentina   | Serie A         | 33         | 1          | 3     | 1     | —              | —              | 36     | 2      |
| 2021/22 | → Anderlecht | Eerste klasse A | 31         | 8          | 5     | 5     | 0              | 0              | 36     | 13     |
| 2022/23 | Fiorentina   | Serie A         | 28         | 4          | 3     | 0     | 12             | 1              | 43     | 5      |
| 2023/24 | Fiorentina   | Serie A         | 23         | 2          | 3     | 0     | 12             | 0              | 38     | 2      |
| 2024/25 | Fiorentina   | Serie A         | 18         | 0          | 1     | 0     | 8              | 1              | 27     | 1      |
| 2024/25 | → Empoli     | Serie A         | 8          | 1          | 1     | 0     | —              | —              | 9      | 1      |
| Totaal  | Totaal       | Totaal          | 269        | 40         | 22    | 7     | 32             | 2              | 323    | 49     |

Bijgewerkt op 20 juli 2025.

## Interlandcarrière
Kouamé maakte zijn debuut in het Ivoriaans voetbalelftal op 13 oktober 2019, toen met 3–1 gewonnen werd van Congo-Kinshasa. Wilfried Kanon en Nicolas Pépé scoorden voor Ivoorkust, waarna de Congolees Chadrac Akolo wat terugdeed. Het slotakkoord was voor Wilfried Zaha. Kouamé moest van bondscoach Ibrahim Kamara op de reservebank beginnen. In de blessuretijd van de tweede helft verving hij Pépé.
Op 3 juni 2022 kwam hij voor het eerst tot scoren, tijdens zijn dertiende interlandoptreden. Op die dag werd een kwalificatiewedstrijd voor het AK 2023 gespeeld tegen Zambia. Na het openingsdoelpunt van landgenoot Serge Aurier verdubbelde Kouamé op aangeven van Max Gradel de voorsprong. Na een goal van Ibrahim Sangaré en een tegentreffer van Patson Daka won Ivoorkust uiteindelijk met 3–1.
| Interlands van Christian Kouamé voor Ivoorkust | Interlands van Christian Kouamé voor Ivoorkust | Interlands van Christian Kouamé voor Ivoorkust | Interlands van Christian Kouamé voor Ivoorkust | Interlands van Christian Kouamé voor Ivoorkust | Interlands van Christian Kouamé voor Ivoorkust | Interlands van Christian Kouamé voor Ivoorkust |
| №                                              | Datum                                          | Wedstrijd                                      | Uitslag                                        | Competitie                                     | Goals                                          |                                                |
| Als speler bij Genoa                           | Als speler bij Genoa                           | Als speler bij Genoa                           | Als speler bij Genoa                           | Als speler bij Genoa                           | Als speler bij Genoa                           | Als speler bij Genoa                           |
| ---------------------------------------------- | ---------------------------------------------- | ---------------------------------------------- | ---------------------------------------------- | ---------------------------------------------- | ---------------------------------------------- | ---------------------------------------------- |
| 1                                              | 13 oktober 2019                                | Ivoorkust – Congo-Kinshasa                     | 3 – 1                                          | Vriendschappelijk                              |                                                |                                                |
| Als speler bij Fiorentina                      |                                                |                                                |                                                |                                                |                                                |                                                |
| 2                                              | 8 oktober 2020                                 | België – Ivoorkust                             | 1 – 1                                          | Vriendschappelijk                              |                                                |                                                |
| 3                                              | 13 oktober 2020                                | Japan – Ivoorkust                              | 1 – 0                                          | Vriendschappelijk                              |                                                |                                                |
| 4                                              | 26 maart 2021                                  | Niger – Ivoorkust                              | 0 – 3                                          | AK 2021 kwalificatie                           |                                                |                                                |
| 5                                              | 5 juni 2021                                    | Ivoorkust – Burkina Faso                       | 2 – 1                                          | Vriendschappelijk                              |                                                |                                                |
| 6                                              | 11 juni 2021                                   | Ghana – Ivoorkust                              | 0 – 0                                          | Vriendschappelijk                              |                                                |                                                |
| Als speler bij Anderlecht                      |                                                |                                                |                                                |                                                |                                                |                                                |
| 7                                              | 6 september 2021                               | Ivoorkust – Kameroen                           | 2 – 1                                          | WK 2022 kwalificatie                           |                                                |                                                |
| 8                                              | 8 oktober 2021                                 | Malawi – Ivoorkust                             | 0 – 3                                          | WK 2022 kwalificatie                           |                                                |                                                |
| 9                                              | 11 oktober 2021                                | Ivoorkust – Malawi                             | 2 – 1                                          | WK 2022 kwalificatie                           |                                                |                                                |
| 10                                             | 16 november 2021                               | Kameroen – Ivoorkust                           | 1 – 0                                          | WK 2022 kwalificatie                           |                                                |                                                |
| 11                                             | 12 januari 2022                                | Equatoriaal-Guinea – Ivoorkust                 | 0 – 1                                          | AK 2021                                        |                                                |                                                |
| 12                                             | 16 januari 2022                                | Ivoorkust – Sierra Leone                       | 2 – 2                                          | AK 2021                                        |                                                |                                                |
| 13                                             | 3 juni 2022                                    | Ivoorkust – Zambia                             | 3 – 1                                          | AK 2023 kwalificatie                           | 76'                                            |                                                |
| 14                                             | 9 juni 2022                                    | Lesotho – Ivoorkust                            | 0 – 0                                          | AK 2023 kwalificatie                           |                                                |                                                |
| Als speler bij Fiorentina                      |                                                |                                                |                                                |                                                |                                                |                                                |
| 15                                             | 24 september 2022                              | Ivoorkust – Togo                               | 2 – 1                                          | Vriendschappelijk                              |                                                |                                                |
| 16                                             | 16 november 2022                               | Ivoorkust – Burkina Faso                       | 4 – 0                                          | Vriendschappelijk                              |                                                |                                                |
| 17                                             | 19 november 2022                               | Ivoorkust – Burkina Faso                       | 1 – 2                                          | Vriendschappelijk                              |                                                |                                                |
| 18                                             | 24 maart 2023                                  | Ivoorkust – Comoren                            | 3 – 1                                          | AK 2023 kwalificatie                           | 29'                                            |                                                |
| 19                                             | 28 maart 2023                                  | Comoren – Ivoorkust                            | 0 – 2                                          | AK 2023 kwalificatie                           |                                                |                                                |
| 20                                             | 17 juni 2023                                   | Zambia – Ivoorkust                             | 3 – 0                                          | AK 2023 kwalificatie                           |                                                |                                                |
| 21                                             | 9 september 2023                               | Ivoorkust – Lesotho                            | 1 – 0                                          | AK 2023 kwalificatie                           |                                                |                                                |
| 22                                             | 12 september 2023                              | Ivoorkust – Mali                               | 0 – 0                                          | Vriendschappelijk                              |                                                |                                                |
| 23                                             | 14 oktober 2023                                | Ivoorkust – Marokko                            | 1 – 1                                          | Vriendschappelijk                              |                                                |                                                |
| 24                                             | 17 oktober 2023                                | Ivoorkust – Zuid-Afrika                        | 1 – 1                                          | Vriendschappelijk                              |                                                |                                                |
| 25                                             | 20 november 2023                               | Gambia – Ivoorkust                             | 0 – 2                                          | WK 2026 kwalificatie                           | 45'                                            |                                                |
| 26                                             | 6 januari 2024                                 | Ivoorkust – Sierra Leone                       | 5 – 1                                          | Vriendschappelijk                              |                                                |                                                |
| 27                                             | 18 januari 2024                                | Ivoorkust – Nigeria                            | 0 – 1                                          | AK 2023                                        |                                                |                                                |
| 28                                             | 22 januari 2024                                | Ivoorkust – Equatoriaal-Guinea                 | 0 – 4                                          | AK 2023                                        |                                                |                                                |
| 29                                             | 29 januari 2024                                | Senegal – Ivoorkust                            | 1 – 1 (4 – 5 n.s.)                             | AK 2023                                        |                                                |                                                |
| 30                                             | 3 februari 2024                                | Ivoorkust – Mali                               | 2 – 1 n.v.                                     | AK 2023                                        |                                                |                                                |
| 31                                             | 6 september 2024                               | Ivoorkust – Zambia                             | 2 – 0                                          | AK 2025 kwalificatie                           |                                                |                                                |

Bijgewerkt op 20 juli 2025.

## Erelijst
| Afrikaans kampioenschap | 1 | 2023 |